# أدينا نانو
أدينا نانو (4 أغسطس 1927 - 23 مارس 2021) مؤرخة فنية وناقدة ومربية من رومانيا. ألّفت أكثر من 30 كتابًا عن تاريخ الفن. كانت عضوًا في اتحاد الفنانين التشكيليين في رومانيا منذ عام 1950.
توفيت نانو في بوخارست في 23 مارس 2021، عن عمر يناهز 93 عامًا.